# Discografia di Ornella Vanoni
Questa voce elenca l'intera discografia completa di Ornella Vanoni dal 1958 ad oggi. I dischi dell'artista sono stati pubblicati in diversi paesi, tra cui Austria, Spagna, Portogallo, Svizzera, Francia, Grecia, Turchia, Yugoslavia, Paesi Bassi, Regno Unito, Brasile, Argentina, Messico, Perù, Uruguay.
Con oltre 55 milioni di dischi venduti durante la sua lunga carriera, Ornella Vanoni è una delle artiste con maggiori vendite in Italia.
I dischi per il mercato italiano consistono in 54 album, di cui 40 in studio, 6 album live, 6 EP, 86 singoli e 61 raccolte.
La cantante ha pubblicato 4 album destinati al pubblico fuori dall'Italia, tradotti per il mercato latino, francofono e tedesco.

## Album in studio
| Anno | Titolo                                       | Posizione massima | Etichetta                      | Vendite certificate                   |
| ---- | -------------------------------------------- | ----------------- | ------------------------------ | ------------------------------------- |
| 1961 | Ornella Vanoni                               | -                 | Dischi Ricordi                 | -                                     |
| 1963 | Le canzoni di Ornella Vanoni                 | -                 | Dischi Ricordi                 | -                                     |
| 1965 | Caldo                                        | 7                 | Dischi Ricordi                 | -                                     |
| 1966 | Ornella                                      | -                 | Ricordi                        | -                                     |
| 1967 | Ornella Vanoni                               | 5                 | Ariston                        | -                                     |
| 1972 | Un gioco senza età                           | 4                 | Ariston Records                | -                                     |
| 1973 | Ornella Vanoni e altre storie                | 3                 | Ariston                        | -                                     |
| 1973 | Dettagli                                     | 2                 | Ariston                        | 500.000+                              |
| 1974 | Quei giorni insieme a te                     | 17                | Ariston                        | -                                     |
| 1974 | A un certo punto...                          | 2                 | Vanilla                        | 500.000+                              |
| 1974 | La voglia di sognare                         | 6                 | Vanilla                        | -                                     |
| 1975 | Uomo mio bambino mio                         | 5                 | Vanilla                        | -                                     |
| 1976 | La voglia la pazzia l'incoscienza l'allegria | 6                 | Vanilla                        | -                                     |
| 1976 | Amori miei                                   | -                 | -                              | -                                     |
| 1976 | Più                                          | 4                 | Vanilla                        | -                                     |
| 1977 | Io dentro                                    | -                 | Vanilla                        |                                       |
| 1977 | Io fuori                                     | -                 | Vanilla                        | -                                     |
| 1978 | Vanoni                                       | 9                 | Vanilla                        | -                                     |
| 1980 | Ricetta di donna                             | 10                | CGD                            | -                                     |
| 1981 | Duemilatrecentouno parole                    | 6                 | CGD                            | -                                     |
| 1983 | Uomini                                       | 8                 | CGD                            | -                                     |
| 1987 | O                                            | 15                | CGD                            | -                                     |
| 1989 | Il giro del mio mondo                        | 11                | CGD                            | -                                     |
| 1990 | Quante storie                                | 17                | CGD                            | -                                     |
| 1992 | Stella nascente                              | 14                | Vanilla CGD                    | Certificazione FIMI: Oro 50.000+      |
| 1995 | Sheherazade                                  | 16                | CGD                            | Certificazione FIMI: Oro 50.000+      |
| 2004 | Ti ricordi? No non mi ricordo                | 3                 | Columbia Sony Bmg              | Certificazione FIMI: Platino 100.000+ |
| 2007 | Una bellissima ragazza                       | 9                 | Sony Bmg Music Entertainment   | -                                     |
| 2013 | Meticci (Io mi fermo qui)                    | 6                 | Sony Bmg Music Entertainment   | -                                     |
| 2021 | Unica                                        | 3                 | Sony Music Entertainment Italy | -                                     |
| 2024 | Diverse                                      | 13                |                                |                                       |

## Album di cover
| Anno | Titolo                                             | Posizione massima | Etichetta                     | Vendite certificate                      |
| ---- | -------------------------------------------------- | ----------------- | ----------------------------- | ---------------------------------------- |
| 1968 | Ai miei amici cantautori                           | -                 | Ariston                       | -                                        |
| 1969 | Io sì - Ai miei amici cantautori n.2               | 3                 | Ariston                       | -                                        |
| 1986 | Ornella &...                                       | 6                 | CGD                           | -                                        |
| 1997 | Argilla                                            | 12                | CGD                           | -                                        |
| 2001 | Un panino una birra e poi...                       | 8                 | CGD                           | Certificazione FIMI: Platino 100.000+    |
| 2001 | E poi... la tua bocca da baciare                   | 19                | Epic/Sony Music Entertainment | Certificazione FIMI: Oro 50.000+         |
| 2002 | Sogni proibiti - Ornella e le canzoni di Bacharach | 15                | Epic/Sony Music Entertainment | -                                        |
| 2003 | Noi, le donne noi                                  | 19                | Columbia Sony Bmg             | -                                        |
| 2008 | Più di me                                          | 3                 | Epic                          | Certificazione FIMI: 2x Platino 190.000+ |
| 2009 | Più di te                                          | 11                | Epic                          | Certificazione FIMI: Oro 30.000+         |

## Raccolte
| Anno | Titolo                                                    | Posizione massima | Etichetta                | Vendite certificate |
| ---- | --------------------------------------------------------- | ----------------- | ------------------------ | ------------------- |
| 1979 | "Oggi le canto così" n. 1. Raccolta di successi           | -                 | Vanilla                  | -                   |
| 1980 | "Oggi le canto così" n. 2. Paoli e Tenco                  | -                 | CGD                      | -                   |
| 1981 | Meu Brasil                                                | -                 | Vanilla CGD              | -                   |
| 1982 | "Oggi le canto così" n. 3. Le canzoni della mala          | -                 | CGD/Vanilla              | -                   |
| 1982 | "Oggi le canto così" n. 4. Raccolta di successi           | -                 | CGD                      | -                   |
| 1984 | Ornella Vanoni Vol. 2: Paoli-Tenco/Le canzoni della mala  | -                 | CGD                      | -                   |
| 1991 | Così cantiamo l'amore (con Fiorella Mannoia)              | -                 | Dischi Ricordi           | -                   |
| 1993 | In più (Diciassette canzoni che vi ricanterei volentieri) | -                 | -                        | -                   |
| 1995 | Io sono come sono...                                      | -                 | Replay Music             | -                   |
| 2005 | Ornella Vanoni                                            | -                 | Sony Music               | -                   |
| 2006 | Ornella Vanoni                                            | -                 | Ricordi                  | -                   |
| 2018 | Un pugno di stelle                                        | 23                | Sony Music Entertainment | -                   |

## Live
| Anno | Titolo                                              | Posizione massima | Etichetta                      | Note                                                                          | Vendite certificate |
| ---- | --------------------------------------------------- | ----------------- | ------------------------------ | ----------------------------------------------------------------------------- | ------------------- |
| 1971 | ..Ah! l'amore l'amore quante cose fa fare l'amore.. | 4                 | Ariston Records                | recital tenuto al Teatro Lirico di Milano nel febbraio 1971                   | -                   |
| 1985 | Insieme                                             | -                 | CGD                            | con Gino Paoli in realtà registrato in studio                                 | -                   |
| 1999 | Adesso                                              | 26                | CGD                            | Il disco è stato registrato durante l'Argilla Tour 1998                       | -                   |
| 2001 | Ornella Vanoni Live@RTSI                            | -                 | Sony                           | Concerto registrato il 5 maggio 1982 per l'emittente televisiva svizzera RTSI | -                   |
| 2005 | VanoniPaoli Live                                    | 15                | Columbia Sony Bmg              | con Gino Paoli                                                                | -                   |
| 2010 | Live al Blue Note                                   | 20                | Sony Music Entertainment Italy | concerto dal vivo al Blue Note di Milano                                      |                     |
| 2023 | Calma Rivoluzionaria Live 2023                      | 11                | BMG Rights Management/ADA      | Il disco è stato registrato durante Le Donne e La Musica Tour 2023            |                     |

## Raccolte
| Anno | Titolo                                                   | Etichetta              |                  | Note                                                                           |
| ---- | -------------------------------------------------------- | ---------------------- | ---------------- | ------------------------------------------------------------------------------ |
| 1963 | Ornella Vanoni in "Rugantino"                            | CAM                    | CMS 30.068       | con Nino Manfredi e Aldo Fabrizi                                               |
| 1968 | Ornella Vanoni                                           | Ricordi                | MRL 9021         |                                                                                |
| 1968 | Le canzoni di Ornella Vanoni                             | Ricordi                | MRL 9045         |                                                                                |
| 1970 | Appuntamento con Ornella Vanoni                          | Ariston                | AR LP 12034      |                                                                                |
| 1972 | Hits                                                     | Ariston                | AR 12068         |                                                                                |
| 1972 | L'amore                                                  | Ariston                | AR 12077         |                                                                                |
| 1973 | Questa sera... Ornella Vanoni                            | Orizzonte              | ORL 8119         |                                                                                |
| 1974 | Ornella mai...                                           | Ariston                | AR LP 12125      |                                                                                |
| 1974 | Ornella sempre...                                        | Ariston                | AR LP 12126      |                                                                                |
| 1974 | Ornella Vanoni                                           | Super Oscar            | SPO 567          |                                                                                |
| 1975 | L'oro di Ornella                                         | Ariston                | AR 12277         |                                                                                |
| 1976 | Canzoni da films                                         | Super Oscar            | OX/3004          | raccolta di brani del periodo Ariston utilizzati all'interno di colonne sonore |
| 1976 | Malamore di Ornella                                      | Super Oscar            | OX/3037          |                                                                                |
| 1976 | Ornella Vanoni                                           | Orizzonte              | ORL 8013         |                                                                                |
| 1976 | Ornella Vanoni International                             | Super Oscar            | OX/3041          |                                                                                |
| 1976 | Ornella Vanoni Sempre                                    | Ricordi                | ORL 8013         |                                                                                |
| 1976 | Luigi Tenco, Gino Paoli, Ornella Vanoni                  |                        |                  | Box                                                                            |
| 1980 | Canzoni d'autore                                         | Record Bazaar          | RB 271           |                                                                                |
| 1981 | Ornella Vanoni                                           |                        |                  | Box 3 LP                                                                       |
| 1982 | Hit parade international - Ornella Vanoni                | Armando Curcio Editore | HP-06            |                                                                                |
| 1982 | Profili musicali - Ornella Vanoni                        | Profili Musicali       | SRIC 004         | Periodo 1961-1965                                                              |
| 1983 | Ornella Vanoni                                           |                        |                  |                                                                                |
| 1984 | Ornella Vanoni Vol. 1 I Grandi Successi                  | Vanilla                | CDS 6001         |                                                                                |
| 1984 | Thema                                                    | CGD                    | CGD – 12001      |                                                                                |
| 1985 | Il meglio di Ornella                                     | Ricordi                | CDMRL 6329       |                                                                                |
| 1985 | I successi di Ornella Vanoni                             | BMG Ricordi            | BCD 304412       |                                                                                |
| 1992 | Ornella Vanoni - Un altro Appuntamento                   | Raretone               | RTR 4101-2       |                                                                                |
| 1992 | Ornella Vanoni Senza Fine                                | Joker                  | CD 10005         |                                                                                |
| 1993 | In più: Diciassette canzoni che vi ricanterei volentieri | CGD                    | 4509 94117-2     |                                                                                |
| 1993 | I giorni dell'amore                                      | CGD                    | 4509 94117-2     |                                                                                |
| 1995 | Del mio meglio                                           |                        |                  |                                                                                |
| 1996 | Le origini                                               | Ricordi                | 74321424452(2)   |                                                                                |
| 1996 | Ornella Vanoni                                           | Ricordi                | ATBCD 372922 (2) | Serie All the best                                                             |
| 1997 | Ornella Vanoni - I grandi successi                       | RCA                    | 74321 49597 2    |                                                                                |
| 1999 | Ornella Vanoni - Cofanetto Ricordi                       | Ricordi                | CFD 01082 (13)   | 13 CD                                                                          |
| 2001 | I Miti - Ornella Vanoni                                  | Ricordi                | 74321775772      |                                                                                |
| 2003 | Le signore della canzone: Ornella Vanoni                 | WSM                    | 5050466-4835-2-2 |                                                                                |
| 2003 | Le più belle canzoni di Ornella Vanoni                   | Warner                 | 5050466-1978-2-5 | 2 CD                                                                           |
| 2006 | Ornella Vanoni - Flashback Collection                    | Ricordi                | B000LC56N8       | 3 CD                                                                           |
| 2007 | Tutto Vanoni                                             | Rhino Records          | 5051011743320    | 2 CD                                                                           |
| 2008 | Semplicemente Ornella                                    | Rhino Records          | 5051865-1708-5-3 |                                                                                |
| 2009 | Gli Album Originali Slipcase: Ornella Vanoni             | RCA                    | B0025YLMRO       | 6 CD                                                                           |
| 2013 | Ornella Vanoni Collection                                | Rhino Records          | B00DPFOJ1I       |                                                                                |
| 2013 | Ornella Vanoni: 4 album originali                        | Sony RCA Epic          | 88883706902      | Box Set                                                                        |
| 2017 | Grandi successi                                          | Giuncar Records        | B079LDN54V       | 3 CD                                                                           |

## EP
- 1958 - Le canzoni della malavita (Dischi Ricordi ERL 10.001)
- 1959 - Le canzoni della malavita vol. 2 (Ricordi ERL 143)
- 1961 - Ornella Vanoni e Joe Sentieri a Canzonissima (Ricordi ERL 177) [con Joe Sentieri]
- 1963 - Ornella Vanoni in "Rugantino" (Ricordi ERL 209)
- 1964 - C'eri anche tu/Anche se/Siamo pagliacci/Che cosa c'è (Ricordi ERL 199)
- 1965 - Abbracciami forte/Non dirmi niente/Tu si' 'na cosa grande/Ammore mio (Ricordi ERL 215)

## Singoli
- 1958 - Sentii come la vosa la sirena/Canto di carcerati calabresi (Ricordi SRL 10.008)
- 1959 - Hanno ammazzato il Mario/La zolfara (Ricordi SRL 10.072)
- 1959 - Ma mi.../Le mantellate (Ricordi SRL 10.073)
- 1960 - Ballata di Chessman/Ma mi (Ricordi SRL 10.136)
- 1960 - Me in tutto il mondo/Però, ti voglio bene (Ricordi SRL 10.169)
- 1961 - Un jour tu verras/Per te (Ricordi SRL 10.184)
- 1961 - Senza fine/Se qualcuno ti dirà (Ricordi SRL 10.186)
- 1961 - Cercami/Un grido (Ricordi SRL 10.217)
- 1961 - Quando dormirai/Quando dormirai (Ricordi SRL 10.219)
- 1962 - Me in tutto il mondo/Un jour tu verras (Ricordi SRL 10.233)
- 1962 - Anche se / Attento a te (Ricordi SRL 10.284)
- 1963 - C'eri anche tu / Ricorda (Ricordi SRL 10.312)
- 1963 - Mario / Coccodrillo (Ricordi SRL 10.325)
- 1963 - Roma nun fa la stupida stasera / È l'omo mio (Ricordi SRL 10.331)
- 1963 - Che cosa c'è/La fidanzata del bersagliere (Ricordi SRL 10.334)
- 1964 - Siamo pagliacci / Domani ti sposi (Ricordi SRL 10.339)
- 1964 - Poco sole / I giorni dell'amore (Ricordi SRL 10.345)
- 1964 - Tu si' 'na cosa grande / Ammore mio (Ricordi SRL 10.357)
- 1964 - Non dirmi niente / Se non avessi incontrato te (Ricordi SRL 10.361)
- 1965 - Abbracciami forte/Non voglio più (Ricordi SRL 10.365)
- 1965 - Caldo/Giochiamo a stare al mondo (Ricordi SRL 10.384)
- 1965 - Tu mi hai baciato l'altra sera/Apro gli occhi per non vederti (Ricordi SRL 10.399)
- 1965 - Non dimenticar (le mie parole)/Fra tanta gente (Ricordi SRL 10.405)
- 1966 - Io ti darò di più/Splendore nell'erba (Ricordi SRL 10.416)
- 1966 - Questo è il momento/Tutta la gente del mondo (Ricordi SRL 10.417)
- 1966 - Gente/Finalmente libera (Ricordi SRL 10.424)
- 1966 - Per chi non lo sa/Solamente noi (Ricordi SRL 10.439)
- 1967 - La musica è finita/Un uomo (Ariston AR 0190)
- 1967 - Ti saluto ragazzo/Un uomo, una donna (Ariston AR 0194)
- 1967 - Tristezza/Il mio posto qual è (Ariston AR 0205)
- 1967 - Cordialmente/Amai (Ariston AR 0218)
- 1967 - Senza di te/Ore d'amore (Ariston AR 0238)
- 1967 - Non finirà/Un'ora sola ti vorrei (Ariston AR 0240)
- 1968 - Casa Bianca/Serafino (Ariston AR 0244)
- 1968 - Quando sei triste prendi una tromba e suona/Finisce qui (Ariston AR 0274)
- 1968 - Sono triste/Io sono come sono (Ariston AR 0295)
- 1968 - Ninna nanna di Rosemary/E figurati se... (Ariston AR 0301)
- 1969 - Una ragione di più/Quando arrivi tu (Ariston AR 0315)
- 1969 - Mi sono innamorata di te/Ritornerai (Ariston AR 0329)
- 1969 - In questo silenzio/Il mio coraggio (Ariston AR 0331)
- 1969 - Mi piaci mi piaci/Quale donna vuoi da me? (Ariston AR 0335)
- 1969 - Uno di qua, l'altro di là/Serafino (Ariston AR 0348)
- 1970 - Eternità/Sto con lui (Ariston AR 0353)
- 1970 - L'appuntamento/Uomo, uomo (Ariston AR 0368)
- 1971 - Io sì/Anonimo veneziano (Ariston AR 0380)
- 1971 - Le mantellate/Il disertore (Ariston AR 0517)
- 1971 - Domani è un altro giorno/C'è qualcosa che non sai (Ariston AR 0520)
- 1971 - Il tempo d'impazzire/Variante (Ariston AR 0528)
- 1972 - Che barba amore mio/Il mio mondo d'amore (Ariston AR 0544)
- 1972 - Parla più piano/Il padrino (Ariston AR 0555)
- 1972 - Ma come ho fatto/La casa nel campo (Ariston AR 0560)
- 1972 - Io, una donna/E così per non morire (Ariston AR 0567)
- 1972 - Parla più piano/Quei giorni insieme a te (Ariston AR 0577)
- 1973 - Pazza d'amore/Dettagli (Ariston AR 0600)
- 1973 - Sto male/Superfluo (Ariston AR 0610)
- 1974 - Non so più come amarlo/C'è qualcosa che non sai (Ariston AR 0630)
- 1974 - Stupidi/La gente e me (Vanilla, OV 001)
- 1974 - La voglia di sognare/Guardo, guardo e guardo (Vanilla, OV 004)
- 1975 - Se dovessi cantarti/Alibi (Vanilla, OV 005)
- 1975 - Uomo mio, bambino mio/Canta canta (Vanilla, OV 006)
- 1976 - Non sai fare l'amore/Fili (Vanilla, OV 007)
- 1976 - Più/Dimmi almeno se (Vanilla, OV 008)
- 1977 - Domani no/Ti voglio (Vanilla, OV 014)
- 1978 - Gli amori finiti/Noi (Vanilla, OV 019)
- 1979 - Vorrei darti/Eccola qui (Vanilla, OV 022)
- 1980 - Innamorarsi/Il telefono (CGD 10277)
- 1990 - Insieme a te
- 1992 - Ci vorresti tu
- 1992 - Stella nascente (promo)
- 1993 - Piccoli brividi (promo)
- 1995 - Per l'eternità (promo)
- 1997 - Viaggerai (promo)
- 1997 - Buontempo (promo)
- 2001 - Io mi fermo qui (promo)
- 2001 - Una ragazza in due (promo)
- 2001 - Insieme a te non ci sto più (promo)
- 2001 - Io per lui (promo)
- 2002 - Sogni proibiti (promo)
- 2002 - Passa e vai (promo)
- 2004 - Boccadasse (promo)
- 2004 - Fingere di te (promo)
- 2004 - Io non t'amerò per sempre (promo)
- 2005 - E m'innamorerai (promo)
- 2007 - Gli amanti (promo)
- 2007 - Buona vita (promo)
- 2007 - Qualcosa di te (promo)
- 2008 - Solo un volo (con Eros Ramazzotti)
- 2018 - Imparare ad amarsi (Sony Music)
- 2021 - Un sorriso dentro al pianto
- 2021 - Arcobaleno (BMG)
- 2021 - Carezza d'autunno (con Carmen Consoli)
- 2021 - Isole viaggianti
- 2021 - Toy Boy (con Colapesce Dimartino
- 2021 - Tu/Me (con Virginia Raffaele)
- 2023 - Calma rivoluzionaria (con Samuele Bersani) (BMG)
- 2024 - Sant'allegria (Jack Sani Remix)
- 2024 - Perduto
- 2024 - Ti voglio (con Elodie e Ditonellapiaga)

## Discografia fuori dall'Italia

### Album
- 1975 - Hasta un cierto punto (edito per l'Argentina)
- 1975 - Ornella Vanoni - LAX 109 - Seven Seas - Ariston Giappone - 33 giri)
- 1976 - Mas (edito per il mercato latino)
- 1977 - Album (edito per il mercato francofono)
- 1977 - La vita di Ornella Vanoni - GP 510 - Seven Seas - Vanilla (Giappone - 33 giri)
- 1978 - La voglia di Sognare - GP 555 - Seven Seas - Vanilla (Giappone - 33 Giri)
- 1978 - Uomo mio, bambino mio - GP 593 - Seven Seas - Vanilla (Giappone - 33 Giri)
- 1979 - Vanoni - GP 753 - Seven Seas - Vanilla (Giappone - 33 Giri)
- 1980 - Ricetta di donna - K28P-338 - Seven Seas (Giappone 33 Giri)
- 1982 - Licht und schatten (edito per il mercato tedesco)
- 2017 - Ornella Vanoni - 772193 - WaxTime Records (Inghilterra - 33 Giri - Ristampa primo album Ricordi 1961)ni

## Videografia

### DVD
- 1982 - Ornella Vanoni live@RTSI
- 2005 - Vanoni e Paoli live